# Morgetes
Os Morgetes (em grego clássico: Μόργητες , em latim: Morgetes) são um povo itálico antigo amplamente mítico, que deveria ter ocupado áreas da Calábria e da Sicília.

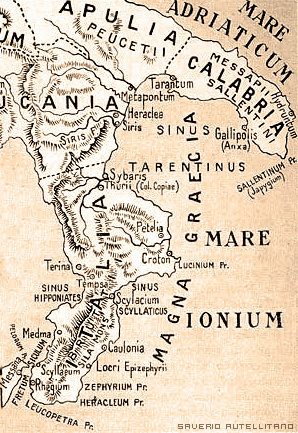
Itália Antiga e suas cidades

## História
Os Morgetes faziam parte dos chamados povos itálicos, que ocupavam as costas jônicas e tirrenas da Calábria. Segundo alguns historiadores antigos, eles eram um dos três ramos dos enótrios, junto com os ítalos e os sículos. Outros afirmam que habitaram a Itália antes dos enótrios e foram expulsos por eles, fugindo para a Sicília. Outros ainda os identificam com o grupo de ítalos que aceitou o governo do mítico rei Morges  após a morte de seu pai, Ítalo. Uma definição final afirmava que eles eram os Sicels que se mudaram para a Sicília sob a liderança do Rei Morges. Nessa versão, Morges era irmão de Ítalo e filho de Sículo, que também foi o fundador de Roma.
Na Calábria, dizia-se que eles habitavam as regiões do interior, de acordo com as obras de Proclo, Plínio, o Velho, Estrabão, que descrevem os Morgetes e o Rei Morges. Morges era conhecido por ter fundado o local de San Giorgio Morgeto, que foi fortificado como um castelo no século IX e X D.C..
Na Sicília, os Morgetes também deveriam ter se estabelecido no interior, expulsando os sicilianos e estabelecendo a cidade de Morgantina e outras comunidades no século X A.C.